# Primera piedra

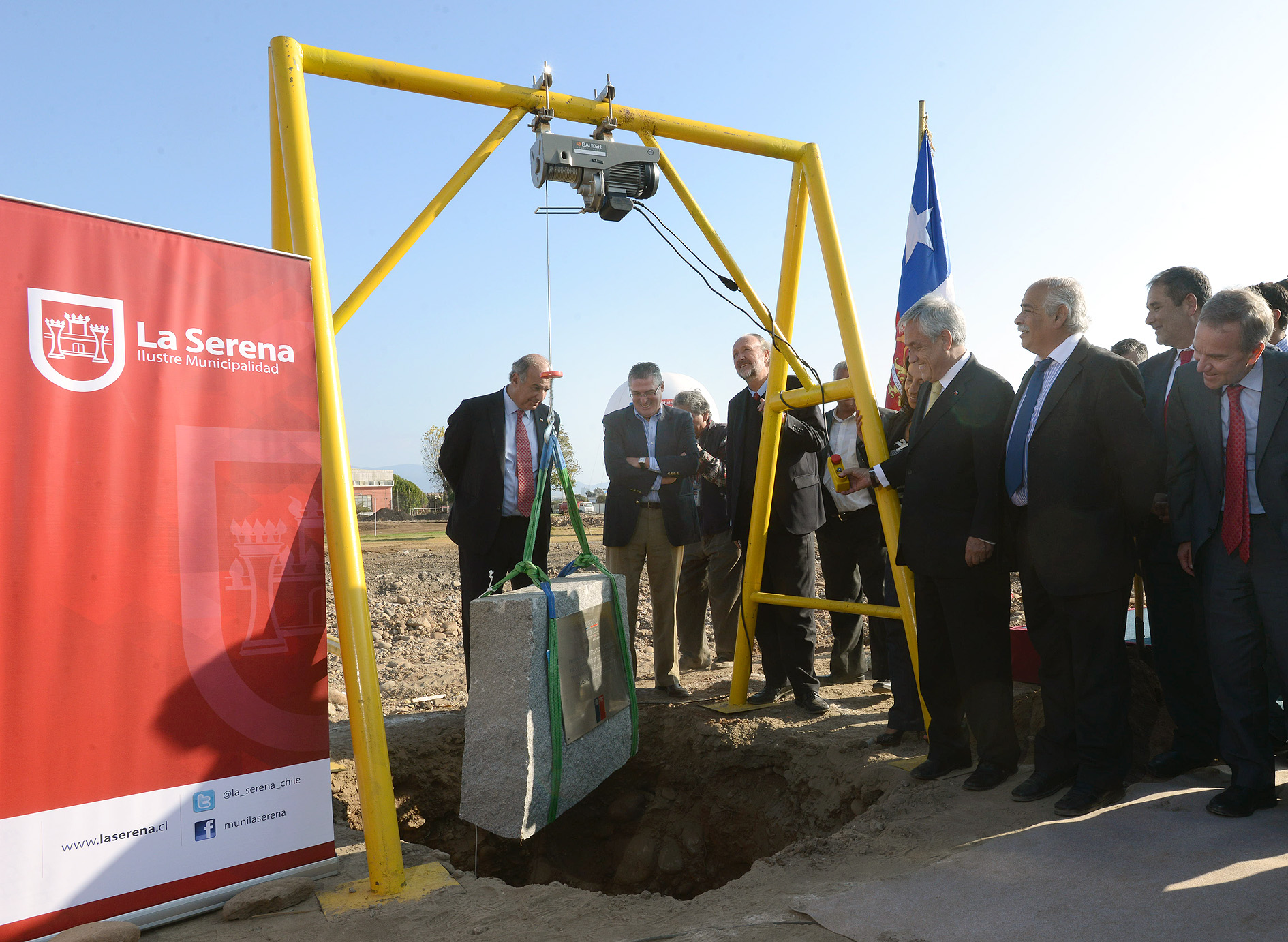
Ceremonia del Estadio La Portada de La Serena (Chile), en presencia del Presidente Sebastián Piñera (cuarto desde la derecha).

La colocación de la primera piedra es una ceremonia tradicional de varias culturas en conmemoración del primer día de construcción de un edificio u otro proyecto. Tales ceremonias suelen contar con la presencia de varios dignatarios como políticos y empresarios.
También suele denominarse como primera palada. La pala empleada en la ceremonia suele ser especial con el fin de ser guardada para mostrarse al público posteriormente.  La información suele grabarse en la pala. 

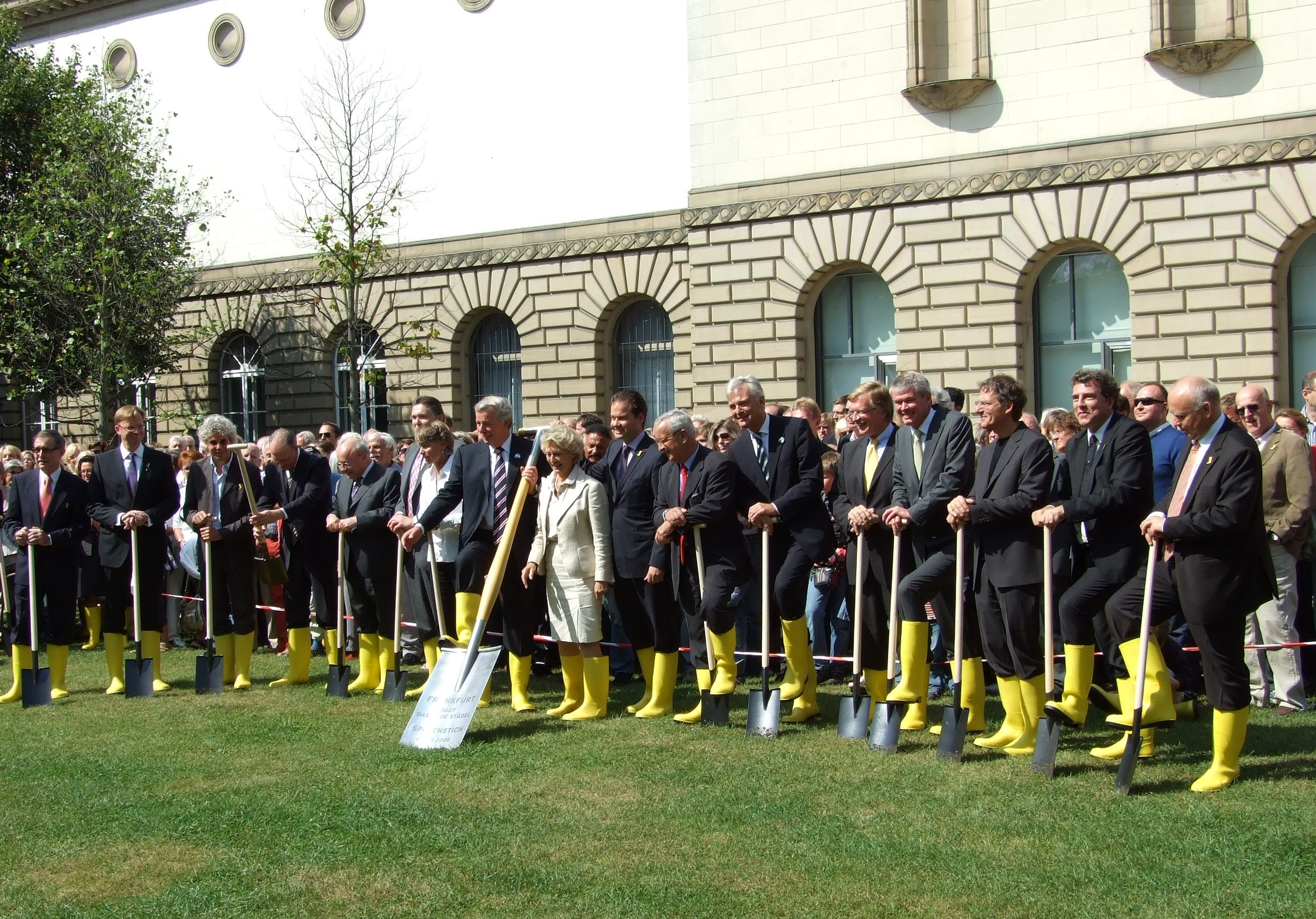
Ceremonia con palas, que marca el inicio de la construcción del nuevo Museo del Städel en Fráncfort del Meno.

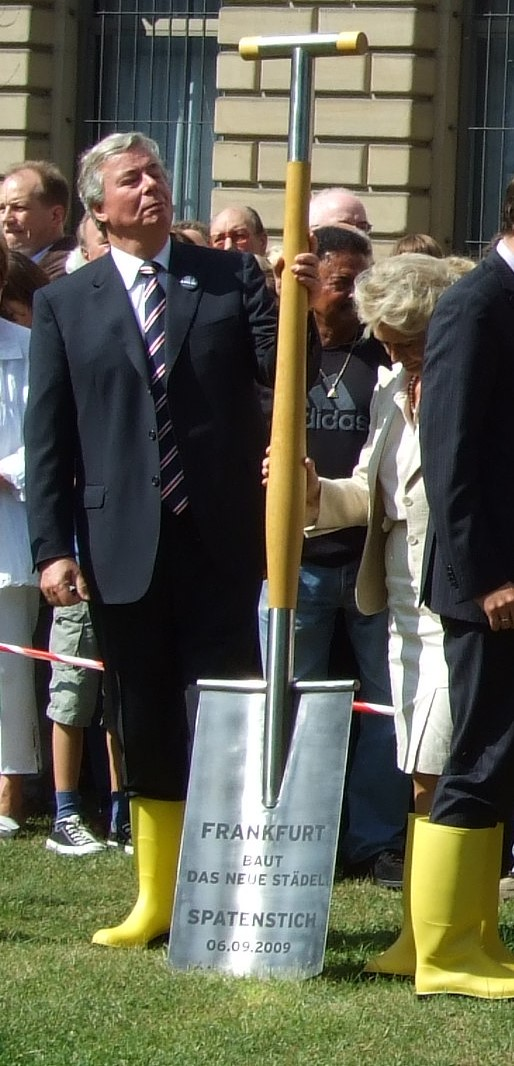
Pala grabada preparada para la ceremonia de construcción del nuevo Museo del Städel.

En algunos lugares, el clero suele bendecir el edificio, especialmente si se trata de una iglesia o una organización con fines religiosos.